# Trasmonte (Ames)
Trasmonte ist eine Parroquia und ein Weiler in der Provinz A Coruña der Autonomen Gemeinschaft Galicien, administrativ gehört der Ort zur Gemeinde Ames. 

Ortseingang von Trasmonte

Die Pfarrkirche des Ortes ist der heiligen Jungfrau Maria geweiht (Igrexa de Santa María de Trasmonte). Nach Restaurierung in jüngster Zeit ist der Bau wieder ein gutes Beispiel für den Barock des ländlichen Galiciens. Er erhebt sich auf rechtwinkliger Grundfläche, die Apsiden sind seitlich angeordnet. Die Hauptfassade präsentiert über dem Portal eine Nische in der Art eines Altars, die einer Mariendarstellung Platz bietet und mit architektonischen Elementen (Voluten und Pinakeln) geschmückt ist. 
Durch den Ort führt die Verlängerung des Jakobswegs nach Kap Finisterre, der Camino a Fisterra.